# Kendrick Lamar
Kendrick Lamar Duckworth (født 17. juni 1987), bedre kendt som Kendrick Lamar eller K-Dot er en amerikansk rapper fra Compton i Californien. Kendrick har skrevet kontrakt med Top Dawg Entertainment, Aftermath og Interscope. Han er medlem af hiphop-gruppen Black Hippy sammen med Jay Rock, Schoolboy Q og Ab-Soul.
Lamars første selvstændige album, Section.80 hittede på iTunes og er en af de bedst sælgende digitale hip-hop albums i 2011.
Hans første store studiealbum, good kid, m.A.A.d city fra 2012 er produceret af Dr. Dre og har gæsteoptrædener fra rappere som Drake, Compton veteranen MC Eiht og hans Black Hippy kollega, Jay Rock.
To Pimp a Butterfly (2015) er Kung Fu Kennys tredje studiealbum.
Kendrick Lamars fjerde album Damn. (2017) indbragte Kendrick Lamar Pulitzerprisen i kategorien "musik" ved uddelingen den 17. april 2018. Lamar er den første ikke-klassiske og ikke-jazz musiker, der har modtaget Pulitzerprisen for musik.